# Bassem Youssef
Bassem Youssef ((ar)  باسم يوسف) (Caïro, 22 maart 1974) is een Egyptische talkshowhost, chirurg en komiek. Hij geniet vooral bekendheid als presentator van de satirische show El Bernameg ("het programma"), een duidelijk op de Daily Show geïnspireerd nieuwsprogramma dat van 2011 tot 2014 drie keer per week op de Egyptische zender ONtv te zien was.

## Biografie
De als hartchirurg opgeleide Youssef (hij praktiseert zijn oude beroep nog steeds tussen de televisieseizoenen) begon tijdens de Egyptische opstand van 2011 een YouTube-kanaal genaamd de B-show, waarin hij de bizarre berichtgeving over de gebeurtenissen op de Egyptische staatstelevisie op de hak nam. Vervolgens bood ONtv, een populaire tv-zender die eigendom is van de Egyptische miljardair Naguib Sawiris hem een show aan. In het programma, Al Bernameg, neemt Youssef alles en iedereen op de hak, van Egyptische celebrities zoals de zangers  Amr Mostafa en Tawfik Okasha, maar ook de salafisten, ex IAEA directeur Mohammed el-Baradei en de Egyptische president Morsi ontsnapten niet aan zijn aandacht.

## Arrestatieverzoek
De entourage van de laatste was daar niet zo blij mee; dit resulteerde in een arrestatieverzoek, hetgeen resulteerde in wereldwijde protesten, waaronder een protest door Jon Stewart.